# 雨 (ジリオラ・チンクェッティの曲)
「雨」(La pioggia) は、1969年に発売されたジリオラ・チンクェッティのシングル。

## 解説
ジリオラ・チンクェッティの最も有名な曲のひとつで、作詞はダニエレ・パーチェとジャンニ・アルジェニオ (Gianni Argenio)、作曲は同じくパーチェとマリオ・パンツェリ、コッラード・コンティ (Corrado Conti) によるものである。1969年のサンレモ音楽祭では、チンクェッティとフランス・ギャルが披露し、6位に入賞した。（当時の同音楽祭は入賞曲をオリジナル歌手とゲストでそれぞれ歌唱する形式であった）
イタリア語以外の言語による吹き込みも、日本語、フランス語、スペイン語、ドイツ語、英語などで行われた。1984年の映画『Arrapaho』では、作詞作曲のひとりであるダニエレ・パーチェが、スクアロールと一緒に、この曲を伴奏なしのアカペラで披露する場面がある。

## イタリア盤
ミラノの音楽出版社 Edizioni musicali Tevere が出版している。
カバー写真は、植物を背景に、歌い手であるチンクェッティを写したもので、撮影はダニエレ・ウセッリーニ (Daniele Usellini) であった.
オーケストラは、フランコ・モナルディが指揮していた。
このシングルはヒット作となり、ヒット・パレードで最高2位となり、11週にわたってトップ10にとどまった。
B面は『ゼロ・イン・アモーレ (Zero in amore) 』。作詞はフランコ・カリファノとアルマンド・アンブロジーノ (Armando Ambrosino)、作曲はトト・サヴィオで、愛を歌った曲である。
| 順位 | 5 | 4 | 4 | 4 | 3 | 2 | 5 | 7 | 8 | 10 | 10 |

## 日本における普及
「雨」は、日本では、同年のサンレモ音楽祭でともに入賞曲となったマッシモ・ラニエリの「愛の詩 (Quando l'amore diventa poesia)」をB面にシングルが発売された。このシングルは、チンクェッティの曲として初めてオリコンチャートに入り、最高6位まで上昇し32万枚を売り上げる大ヒットとなった。さらに、柴野未知の歌詞による日本語盤も制作され、「愛の太陽 (Se Deciderai)」をB面にシングルが発売された。
この日本語詞による歌唱は、カバー・ポップスを得意とした伊東ゆかりや、当時カンツォーネの日本語による歌唱を数多く手がけていた岸洋子など、多くの歌手によって行われた。南沙織は、カバー曲を中心とした1971年のアルバム『潮風のメロディ』に、この曲を収録している。
2002年には、トヨタ・ヴィッツのテレビCMに、チンクェッティのバージョンが使用された。